# Augochlora perimelas
Augochlora perimelas là một loài Hymenoptera trong họ Halictidae. Loài này được Cockerell mô tả khoa học năm 1900.